# Warburgia
Warburgia là một chi thực vật thuộc họ Canellaceae. Nó được đặt tên theo nhà thực vật học người Đức Otto Warburg.

## Loài
Bao gồm các loài:
- Warburgia breyeri, Pott
- Warburgia elongata, Verdc.
- Warburgia salutaris, (Bertol.f.) Chiov.
- Warburgia stuhlmannii, Engl.
- Warburgia ugandensis, Sprague

## Tác dụng dược lý
Warburgia được dùng trong chế biến thuốc trị sốt rét.